# Nejlepší hráč play-off v československé hokejové lize
Nejlepší hráč play-off v československé hokejové lize bylo ocenění pro nejlepšího hokejistu play-off.

## Držitelé
| Sezóna    | Hráč              | Tým          |
| --------- | ----------------- | ------------ |
| 1987/1988 | Ján Vodila        | Košice       |
| 1988/1989 | Dominik Hašek     | Pardubice    |
| 1989/1990 | Petr Bříza        | Sparta Praha |
| 1990/1991 | Petr Vlk          | Jihlava      |
| 1991/1992 | Róbert Petrovický | Trenčín      |
| 1992/1993 | Miloš Holaň       | Vítkovice    |

## Souvislé články
- Cena Václava Paciny